# Castanea sativa

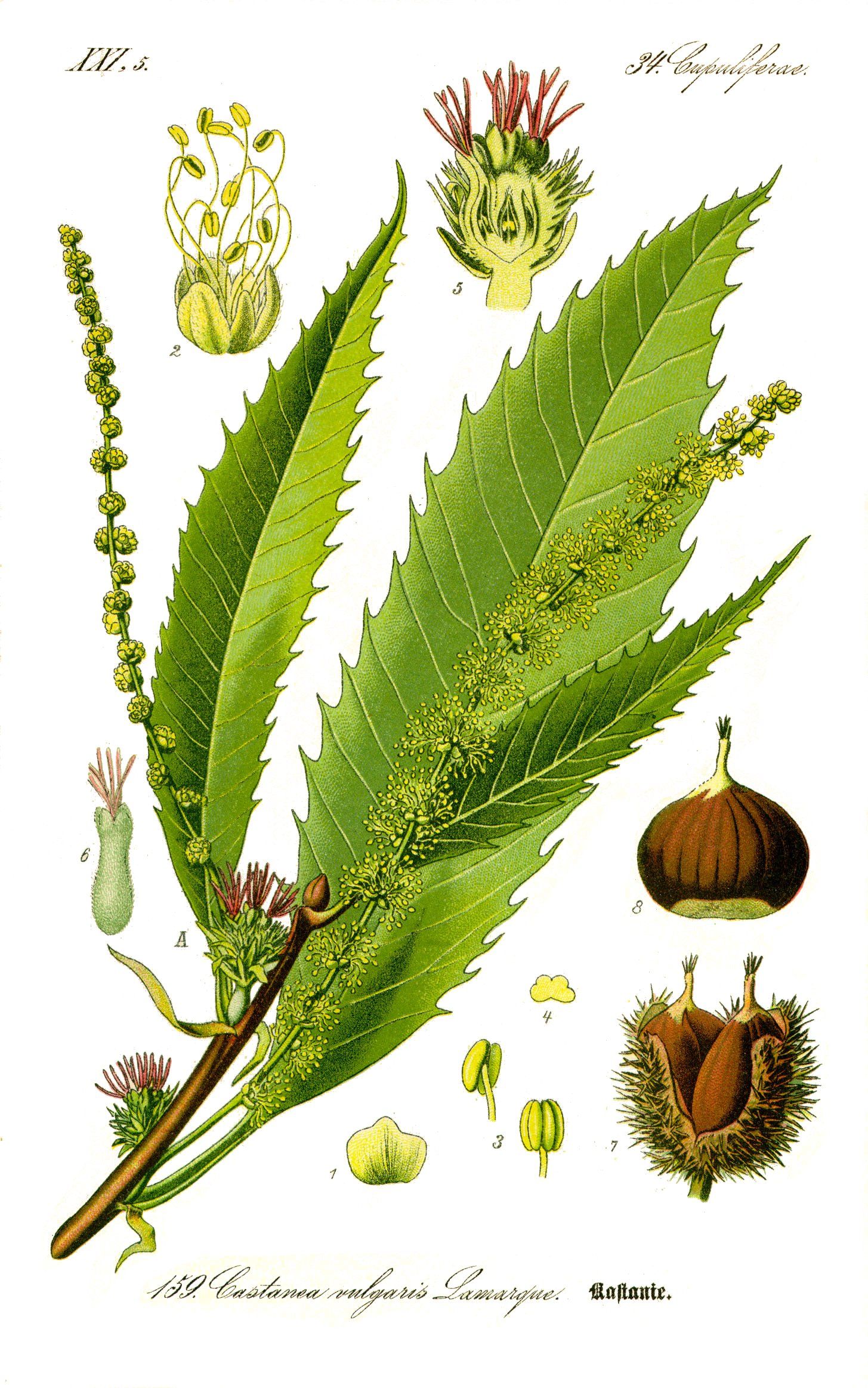
Castanea sativa en Otto Wilhelm Thomé, Flora von Deutschland, Österreich und der Schweiz, 1885.

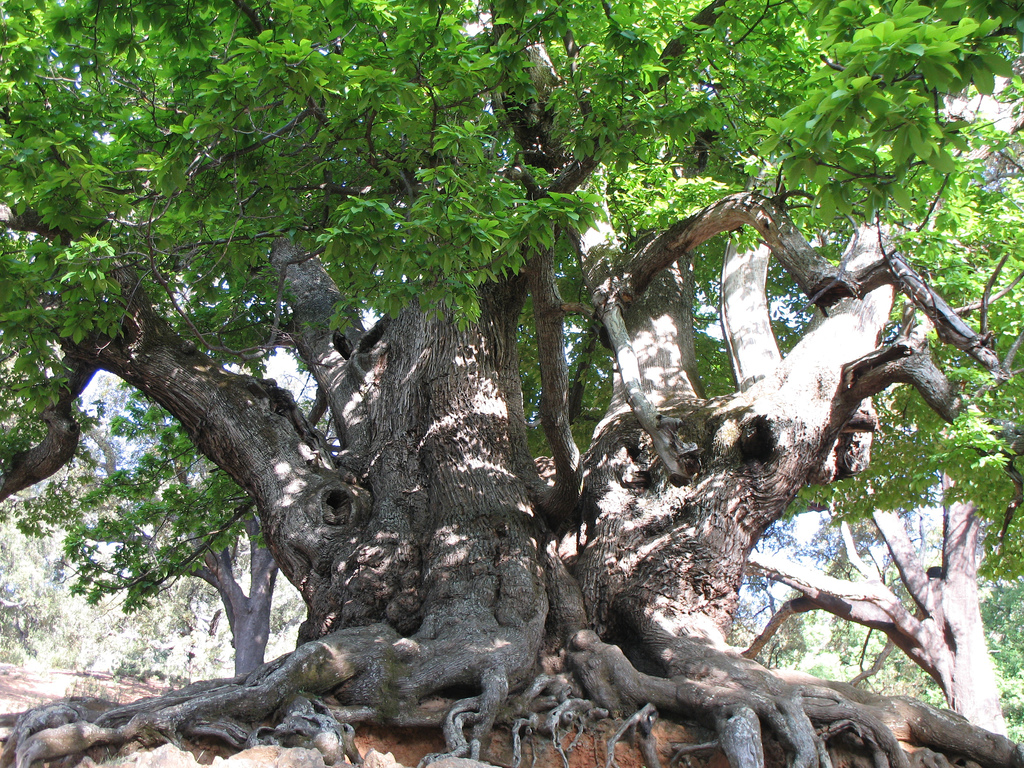
Castaño Santo de Istán (Málaga).

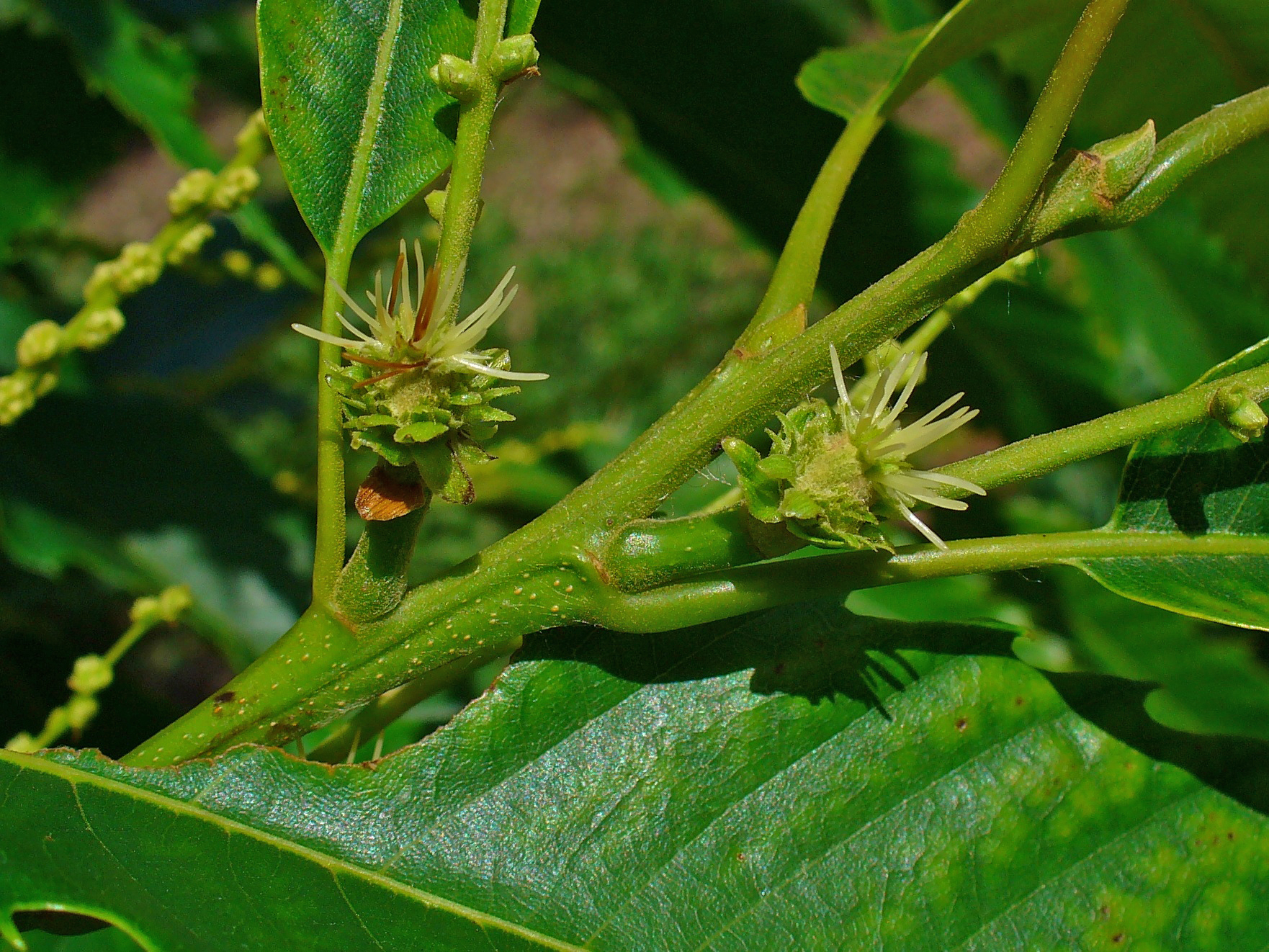
Inflorescencias femeninas.

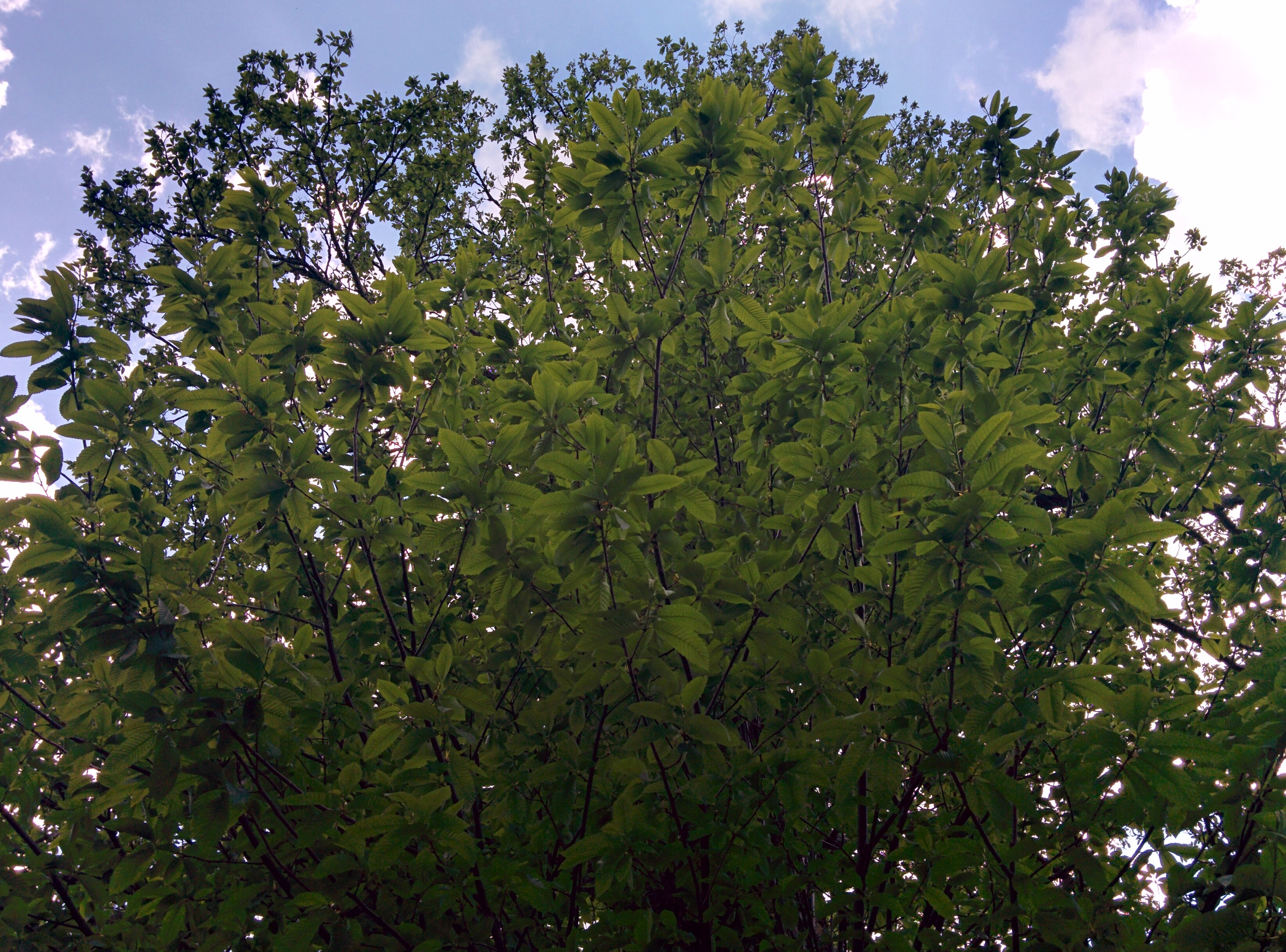
Follaje

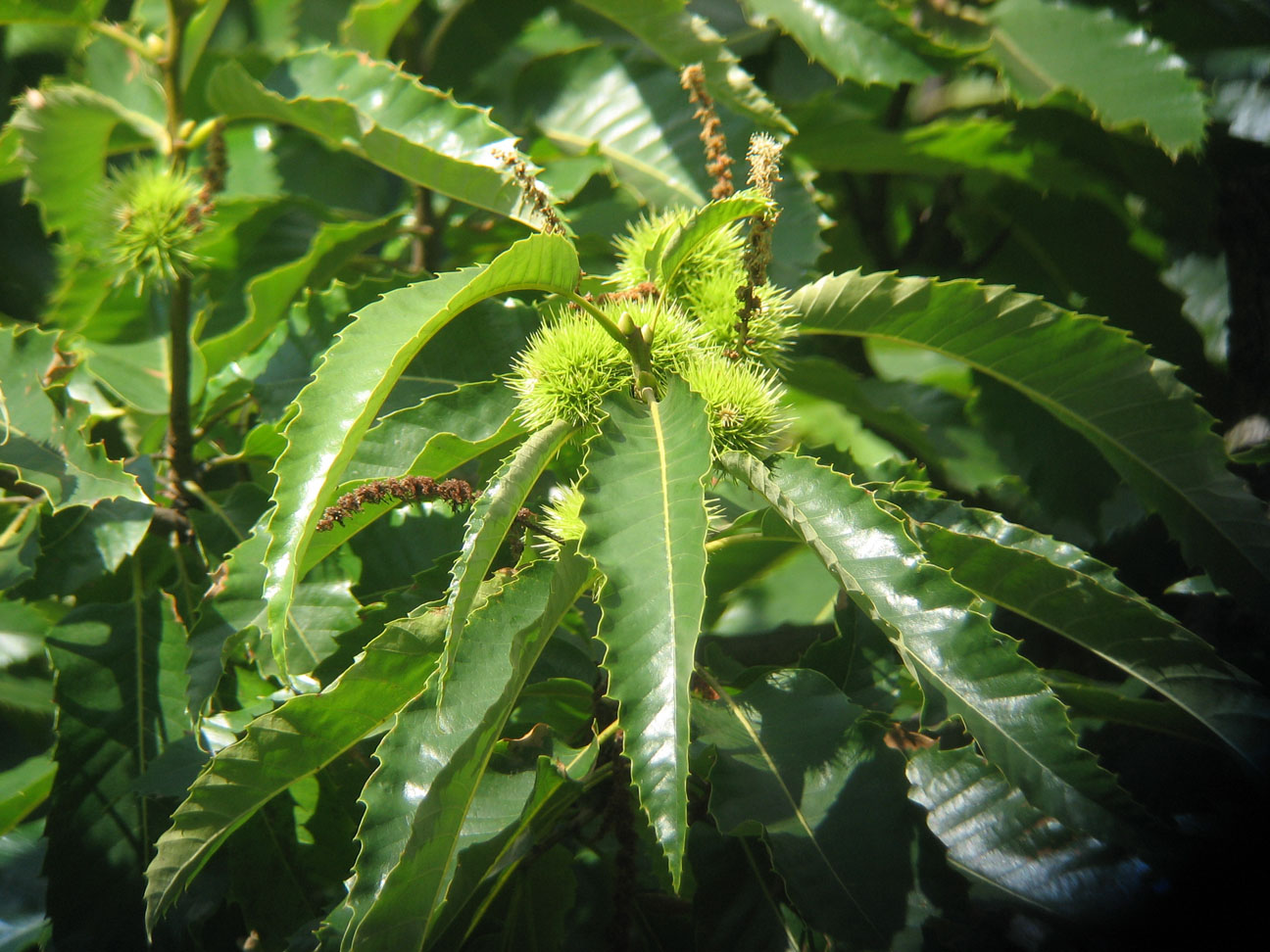
Hojas y calibios in situ.

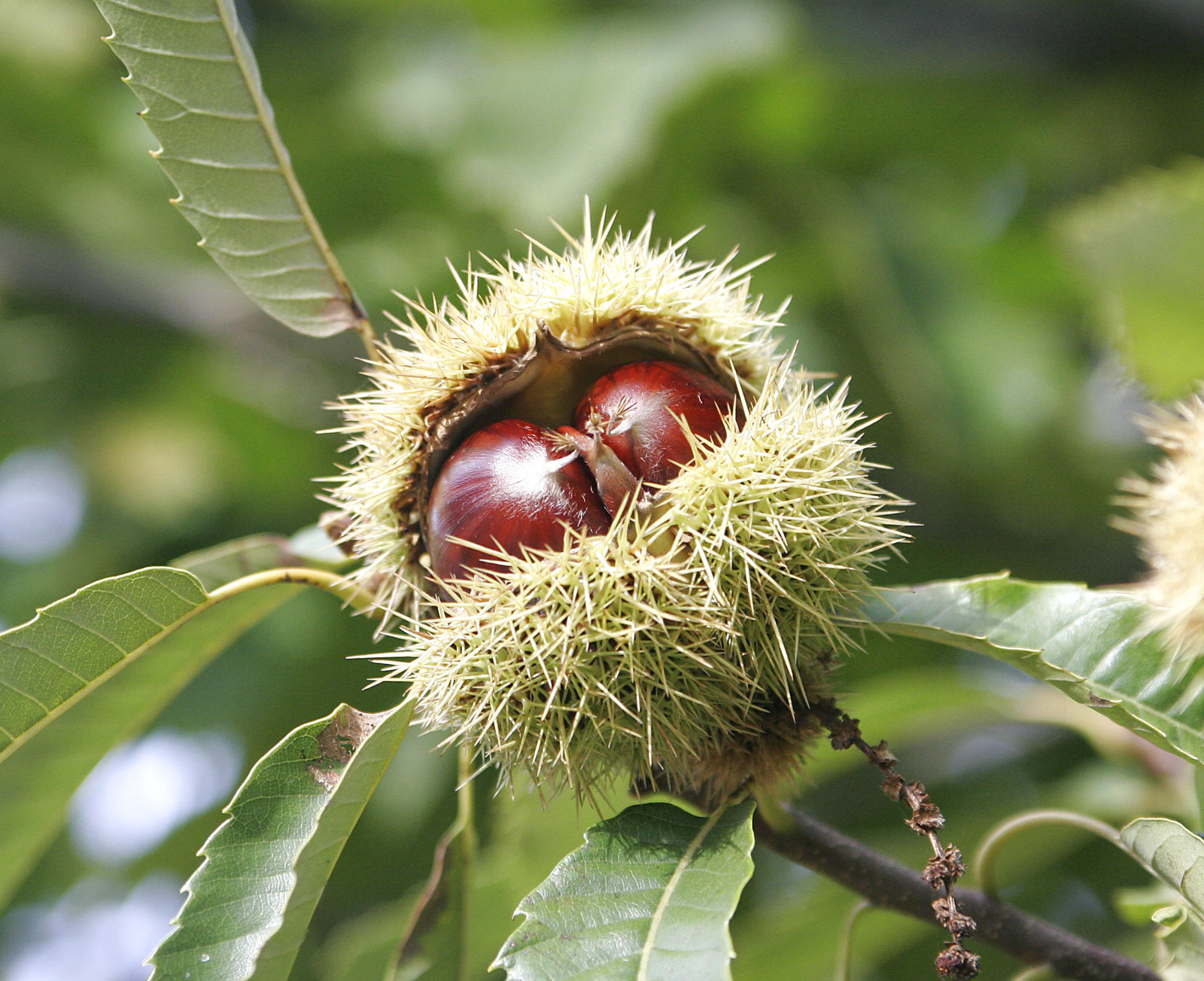
Castañas emergentes in situ.

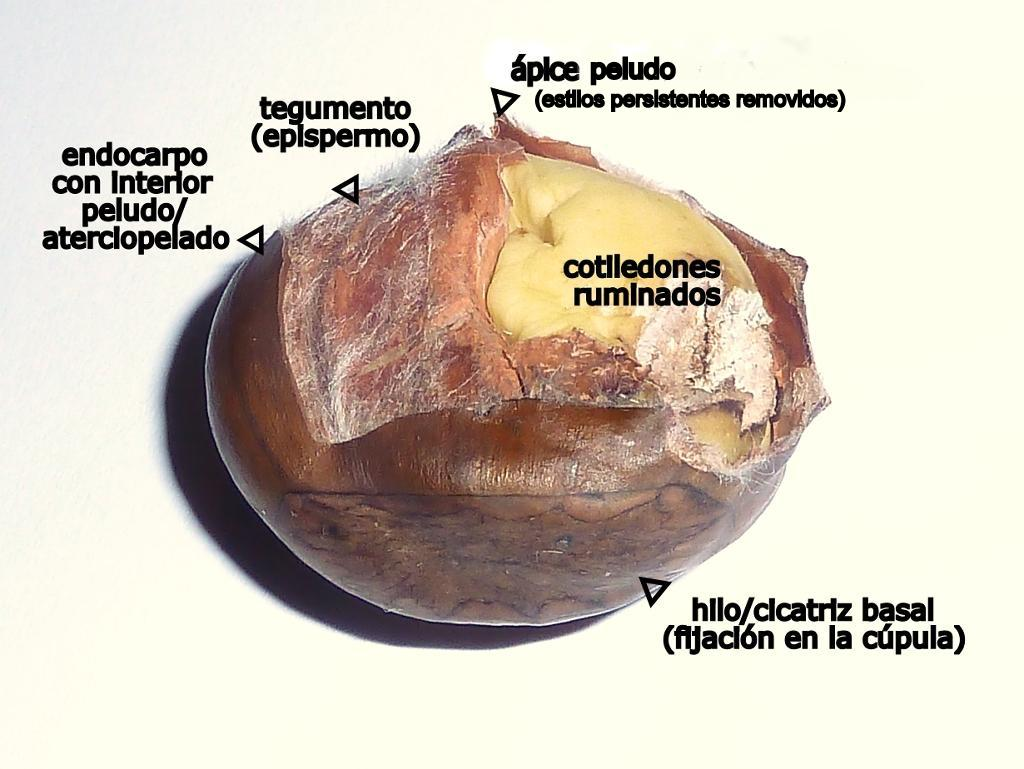
Anatomía del aquenio en parte abierto.

El castaño (Castanea sativa) es un árbol que pertenece a la familia de las fagáceas, cuyo fruto, la castaña, es comestible y fue una importante fuente alimenticia, en particular en algunas regiones del sur de Europa.

## Descripción
Árboles de hasta 25-30 m, de tronco derecho, corto y grueso (hasta 2 m de diámetro) y de corteza lisa, cenicienta o pardusca hasta los 15-20 años, después castaño-oscura y agrietada longitudinalmente con ramitas glabras, castaño-verdosas
Yemas ovoideas, obtusas, las terminales ausentes. Hojas de 8-22 por 4,5-8 cm, oblanceoladas, agudas, de base redondeada ligeramente asimétrica, serradas, con dientes agudos, glabras por el haz y un poco pubescentes a lo largo de los nervios por el envés.
Flores masculinas en amentos de hasta 20 cm, con periantio trímero doble, y con 8-12 estambres exertos rodeando un ovario estéril rudimentario (pistilodio); las femeninas con 7-9 estilos en el ápice del ovario, ápice cubierto de pelos sedosos adpresos que se extienden hasta la base de los estilos, y persistirán en el aquenio derivado de dicho ovario.
El fruto es una cúpula subglobosa cubierta de largas espinas ramificadas y algo pelosas (calibio) que mide entre 5-11 cm de diámetro, de dehiscencia por 4 valvas y que contiene usualmente 2-3 aquenios que son las castañas propiamente dicho. Dichos aquenios, aunque se puede también interpretar como una "nuez", en el sentido botánico del término, miden unos 2-4cm; tienen forma abombada hacía el exterior y la cara interior plana (cuando hay más de 2, ambos lados de los centrales adoptan una forma aplanada). La base, convexa o planoconvexa, de cada uno presenta una ancha cicatriz (Hilo) grisácea que corresponde a su fijación en la cúpula exterior, y conserva en el ápice el pistilo peludo y también sus estilos. El endocarpo, que es la "piel"/cáscara exterior integra, aunque puede presentar dehiscencia por ruptura, tiene color pardo oscuro ("castaño") con bandas longitudinales algo más oscuras; es brillante, prácticamente liso con imperceptibles surcos irregulares longitudinales desde el hilo (excluido) casi hasta el ápice. Su cara interna es abundantemente peluda/aterciopelada, con largos y sinuosos pelos blanquecinos. Dicho endocarpo rodea la semilla, que es ruminada, sin endospermo y envuelta por un tegumento (epispermo) de color canela, irregular e íntimamente pegado a los cotiledones, penetrando en las fisuras e irregularidades de sus superficies. Dicha semilla es la parte comestible de la castaña.

## Distribución
Es originario de Europa meridional y Asia Menor. Forma bosques en suelos frescos y húmedos. Introducido para su cultivo, y ocasionalmente naturalizado, en muchos países de todo el mundo, incluidos Australia y Nueva Zelanda
En la península ibérica además de en España lo podemos encontrar en el norte y centro de Portugal, si bien en este país se da una tendencia a realizar nuevas plantaciones con castaño japonés, más resistente a las enfermedades.
En Francia es muy frecuente en el Macizo Central, Córcega y la región de París, si bien su cultivo está muy abandonado, y se trata casi siempre de bosques de castaños no injertados.
En Italia se extiende por toda la península, el área al pie de los Alpes en Piamonte y Lombardia, en la Barbagia de Cerdeña y en zonas de montaña de Sicilia. Aparece también en el sureste de Inglaterra; y en el Palatinado, el Odenwald y regiones en torno al alto valle del Rin en Alemania.
Lo podemos encontrar en la región oriental de Estiria (Austria) o en el Transdanubio (Hungría),  así como en algunas regiones del sur de Moravia (República Checa), o algunas zonas del sur de Eslovaquia. Está presente en la zona occidental de Rumania, en torno a las Puertas de Hierro del Danubio, así como en Serbia. Es un árbol frecuente en el norte de Grecia.

### Castaños en España
En España es especialmente abundante en Asturias y Galicia (principalmente en las provincias de Lugo y Orense). Es también muy frecuente en la parte occidental de León, especialmente en el Bierzo y la Cabrera, con algunos ejemplares impresionantes en los Montes Aquilianos, cercanos a Ponferrada, las Médulas o los Ancares; también aparece en  Sanabria, Carballeda y Aliste sierras del sur de Salamanca (Peña de Francia, sierra de Béjar, Quilamas) y sur de Ávila, Valle del Tiétar y castañar del Tiemblo). Existen algunos ejemplares en el norte de Burgos, comarca de las Merindades.
Es un árbol frecuente en  País Vasco (principalmente Vizcaya y Guipúzcoa). Si bien en estas zonas, su cultivo no tiene la importancia que ha tenido tradicionalmente en Asturias, Galicia o León, donde hasta hace no muchas décadas era un alimento básico en zonas de montaña.
En Extremadura lo encontramos en las sierras del norte de Cáceres (Hurdes, Sierra de Gata, Valle del Jerte y comarca de la Vera), en las Villuercas y en estribaciones de Sierra Morena, al sur de Badajoz.
En Castilla-La Mancha aparece en la sierra de San Vicente, en los Ibores y la Jara, provincia de Toledo; y en Sierra Madrona, Ciudad Real. Está ausente en las provincias de Albacete, Cuenca y Guadalajara.
Podemos encontrar castaños en el suroeste de la Comunidad de Madrid, en el término municipal de Cadalso de los Vidrios. Está ausente, no obstante, en otras zonas serranas de más al norte de la provincia.
En Aragón aparece el castaño de forma muy localizada en algunas sierras silíceas del sistema Ibérico zaragozano (Algairen, Moncayo o Herrera, Luesma). No existen castañares ni en el Pirineo oscense, ni en Teruel.
En La Rioja aparece algún ejemplar aislado en la comarca de Cameros.
En Cataluña, el castaño es muy abundante en la provincia de Gerona (Garrocha, la Selva, Alto Ampurdán), algunas sierras del noreste de Barcelona (Valles Oriental, Osona, serranías litorales del Maresme) y en la provincia de Tarragona, el núcleo aislado de las montañas de Prades, bosque de Poblet. No aparece en las comarcas occidentales de Barcelona, ni en Lérida.
En la Comunidad Valenciana existen algunos ejemplares en la sierra de Espadán, en el entorno de Almedijar, Ah!,y Alcudia de Veo, Algimia de Almonacid. Se trata de una población totalmente aislada y muy escasa, desconocida para la mayoría de los valencianos. No aparece en ningún otro punto de la Comunidad.
En Murcia está totalmente ausente, pero vuelve a aparecer en las Alpujarras, tanto  de Almería como de Granada. Está presente en la serranía de Ronda y las serranías del parque natural de los Alcornocales, entre Málaga y Cádiz. En Sierra Morena aparece en Huelva  (Sierra de Aracena), Sierra Norte de Sevilla y algunas zonas de la Sierra Morena cordobesa.
Existe un ejemplar monumental en las colinas de sierra de Benzú (Ceuta).
Igualmente, existen castañares en Gran Canaria, Teror (castañar de Osorio, descrito por Miguel de Unamuno), Tenerife y norte de Canarias, en zonas ocupadas antiguamente por la laurisilva (al igual que sucede en la isla portuguesa de Madeira).

## Cultivo
Esta especie requiere un clima suave y una humedad adecuada para su crecimiento y la producción de castañas. Es sensible a las fuertes sequías estivales y a las grandes heladas invernales, perjudicándole las tardías de primavera y las escarchas precoces del otoño. Le gustan los terrenos silíceos, no tolera los suelos calizos. En hábitats boscosos puede tolerar una sombra ligera; se encuentra bien en laderas de montaña algo frescas pero calientes durante el verano, que es cuando se forman sus frutos.
En los últimos tiempos, este magno árbol ha retrocedido enormemente, debido, en gran parte, a dos terribles plagas: la tinta y el cancro, pero su enorme vitalidad y la facultad de rebrotar de cepa aseguran la supervivencia de muchos castañares.

## Usos
El castaño es ampliamente cultivado por sus sabrosos frutos comestibles, las castañas, que se consumen crudas o asadas y son utilizadas por los confiteros. La castaña ha sido un recurso alimenticio de primerísimo orden en muchos lugares, en el pasado se consumían durante todo el año, pero el progreso, la introducción de nuevos cultivos y el cambio de hábitos alimenticios amenazan su buena fama y protagonismo.
En noviembre, estos árboles colosales dejan caer su preciado fruto, para disfrute de los animales del bosque, y para que los seres humanos no dejen pasar la ocasión de recolectar castañas. En tiempos de los romanos fue introducido en regiones más septentrionales y más tarde cultivado por monjes en los monasterios. En la actualidad se pueden encontrar especímenes de varios siglos en Gran Bretaña y toda la parte central y occidental de Europa, y en el sur de Sudamérica, en Chile.
Su duradera madera se usa para fabricar muebles, tutores para plantas, vigas para decoración y construcción, barriles y vallas, bicheros para la pesca del atún. Sus hojas, que se cuentan entre las más fáciles de reconocer de todos los árboles, han sido usadas en la alimentación animal.
Medicinales

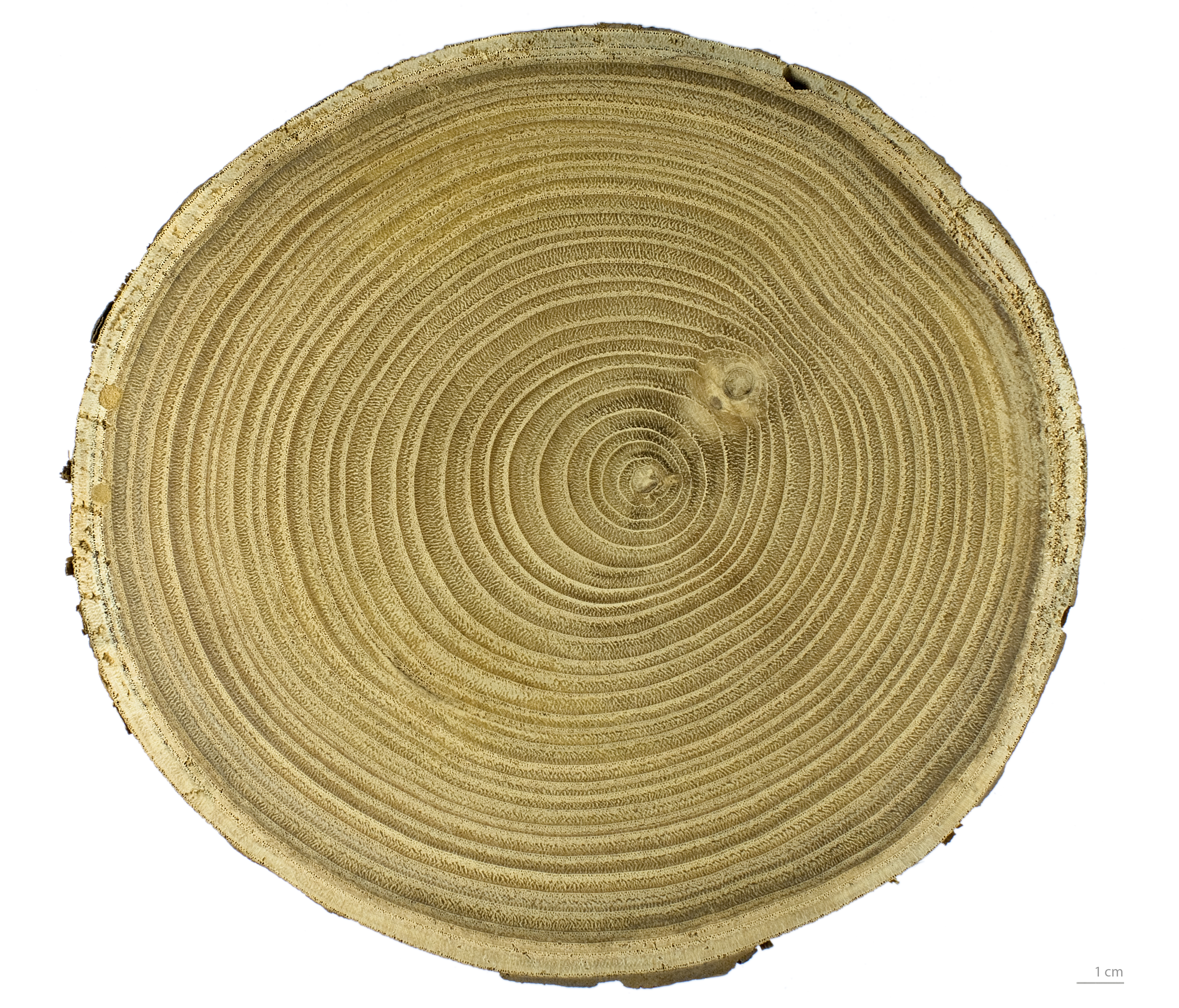
Madera, corte axial del tronco.

Las hojas se usan como expectorante, antitusivo, astringente, antidiarréico, antipirético y antirreumático.
La corteza es astringente. Las hojas febrífugo, astringente.
Indicado para estomatitis, parodontopatías, faringitis, bronquitis, tos irritativa, gripe, resfriados, diarreas.
Los taninos pueden producir molestias digestivas, especialmente en pacientes con dispepsias hipersecretoras. Para paliar este posible efecto secundario, se recomienda administrar las tisanas asociadas a drogas con mucílagos, como el malvavisco.

## Taxonomía del castaño
Castanea sativa fue descrita por Philip Miller y publicado en The Gardeners Dictionary: . . . eighth edition no. 1., 1768.
Etimología
- Castanea: nombre genérico que deriva del Griego χάστανον y luego el Latín castănĕa, -ae, nombre del castaño y de la castaña (Virgilio, Bucolicas,1, 82), esta última también llamada castanea nux (Virgilio, Bucolicas, 2, 52), la nuez del castaño.[12] También podría derivar de Castanaea, -ae o Castana, -ae, ciudad de Asia Menor o, según otros, del nombre armenio de este árbol.[1]

- sativa: epíteto latino que significa "cultivado".[13]

Sinonimia
- Castanea castanea (L.) H.Karst.
- Castanea prolifera (K.Koch) Hickel
- Castanea sativa f. discolor Vuk.
- Castanea sativa var. hamulata A.Camus
- Castanea sativa var. microcarpa Lavialle
- Castanea sativa var. prolifera K.Koch
- Castanea sativa var. spicata Husn.
- Castanea vesca Gaertn.
- Castanea vulgaris Lam.
- Fagus castanea L.
- Fagus castanea var. variegata Weston
- Fagus procera Salisb.[14]

## Nombres comunes

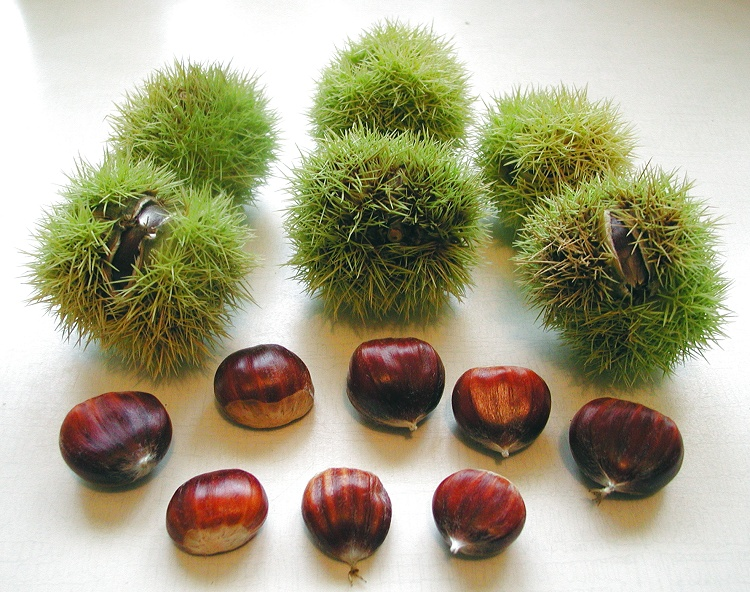
Castañas sueltas y aún en su cúpula.

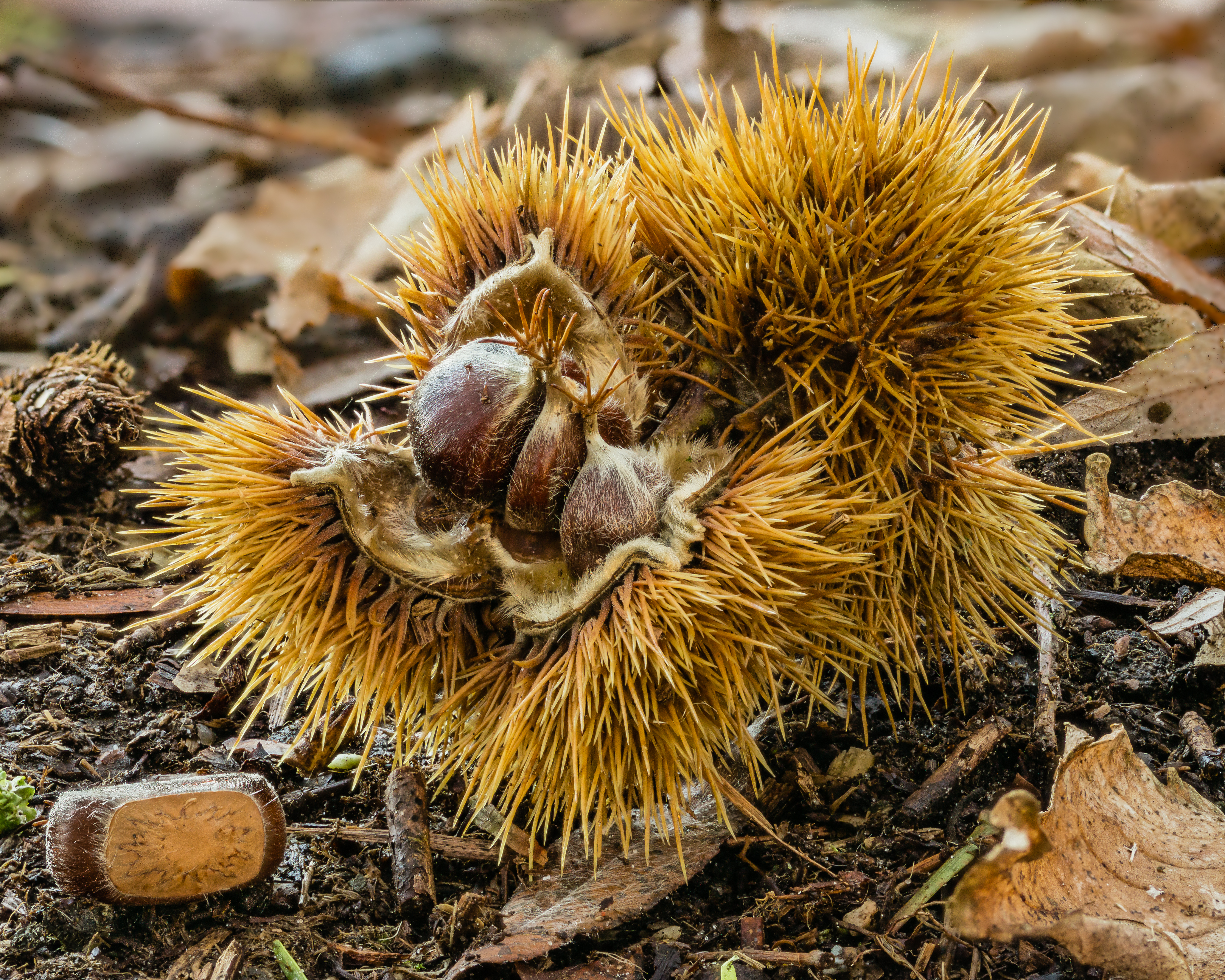
Castañas caídas de una Castanea sativa.

Su nombre común en castellano incluye: bravas, castaña, castañal, castañal bravo, castañar, castañas, castañas bravas, castañas (fruto), castañeda, castañeiro, castañero, castaño, castaño bravo, castaño común, castaño macho, castaño molar, castaño real, castaño regoldano, castaño regoldo, castaño regueldo, castaño salvaje, castaño silvestre, castañu, concha, concho, engertos, erizo, molso, morso, reboldanos comunes, reboldos, regoldana, regoldanos, regoldo, regoldonas, regoldos, sanmartiniegos, tagarnizos, valdunas, zapatonas.